# Louis Turgeon
Louis Turgeon (10 avril 1762 – 26 septembre 1827) était un notaire et homme politique du Bas-Canada.
Il est né à Beaumont (Québec) en 1762, a étudié à au Petit Séminaire de Québec, fait son stage en tant que notaire et a été autorisé à exercer en 1792. Il a mis en place son bureau à Lac-Saint-Charles près de Québec. Il a été nommé un juge de paix dans le district de Québec en 1794. En 1804, il fut élu à la Chambre d'assemblée du Bas-Canada pour le Comté de Hertford, soutenant habituellement le parti canadien. Il fut réélu en 1808, puis en 1816. Il a servi dans la milice locale pendant la guerre de 1812, devenant lieutenant colonel en 1821. En 1818, il démissionna de son siège lorsqu'il a été nommé au Conseil législatif du Bas-Canada. Il avait hérité une partie de la seigneurie de Beaumont en 1768 lorsque sa mère est morte en 1819, et il devient principal seigneur de Beaumont.
Il mourut à Saint-Charles en 1827.  Sa fille Marie-Ermine épousa Louis-Michel Viger. Son cousin Joseph-Ovide Turgeon servi également à l'Assemblée législative